# Fasayil
Fasayil o Fasa'il (àrab: فصايل, Faṣāyil) és una vila palestina al nord-est de Cisjordània, part de la governació de Jericó, que es troba a 14 kilòmetres al nord-oest de Jericó i 40 kilòmetres al sud-est de Nablus. La localitat palestina més propera és Duma a l'oest. El poble està situat a 2 km al sud de l'assentament israelià de Petza'el. Segons el cens de 2007 de l'Oficina Central Palestina d'Estadístiques (PCB), la població era de 1.078 habitants.

## Història

### Antiguitat
Fasayil era coneguda com a Phasaelis. L'antic nom del poble deriva d'una torre que Herodes el Gran, rei de la Judea romana, va construir a la vall del Jordà al nord de Jericó dedicada al seu germà gran Fasael. Això ha portat a la creença que Herodes va fundar Phasaelis. Va ser esmentada per Flavi Josep, historiador jueu i comandant en la Primera Guerra Judeoromana, com al sud d' Arquelais i va ser part d'una toparquia governada per la germana d'Herodes Salomé I. També es troba en el Mapa de Madaba envoltat de palmeres datileres. El 1949 es va trobar al poble la tomba d'un anacoreta anomenat Pere.
Les ruïnes d'un monestir dedicat a Sant Ciríac, un monjo que va morir el 556 CE, també es troben a Al-Fasayil. Entre les ruïnes al lloc hi ha un gran edifici quadrat, dels quals ara només és visible el contorn, ja que està gairebé completament enterrat. A la desembocadura del proper Wadi al-Fasayil, en un petit turó, hi ha una birkeh ("piscina") i moltes restes excavades de les parets. El lloc es diu Tell Sheikh ad-Diab causa d'una tomba d'aquest personatge, encara en bones condicions.
Una pedra trobada a Fasayil commemora un projecte de construcció dedicat a Khumàrawayh ibn Àhmad ibn Tulun. Deu haver estat iniciada, ja sigui durant el seu govern, o en el del seu fill, Jayx ibn Khumàrawayh, és a dir, entre 884 i 896.
Va ser esmentada per un monjo anomenat Brocard al segle xiii com un petit poble anomenat Pheselch i al segle xiv per Marí Sanuto com un petit poble amb el nom de Fasaelis. Victor Guérin la va visitar en 1870, i va trobar el lloc en ruïnes. En 1874 la Survey of Western Palestine del Fons per a l'Exploració de Palestina va visitar i descriure les ruïnes de l'indret.

### Era moderna

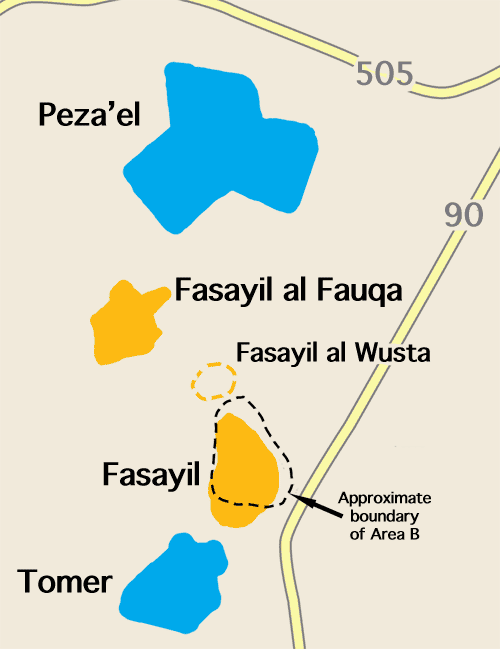
Fasayil amb els assentaments israelians propers

L'actual Fasayil consisteix en tres parts: Fasayil al-Tahta, Fasayil al-Fauqa i Fasayil al-Wusta. L'última fou establida en 1998 per beduïns que havien estat desallotjats per les autoritats israelianes de les seves terres originals a la regió de Tel Arad al desert del Nègueb en els anys 1940 i 1950. Molts dels habitants estan registrats com a residents de la governació de Betlem i no de la de Jericó. Fasayil era part de la governació de Nablus fins a 1995 quan es va convertir en part de la governació de Jericó.
El 2006 les autoritats israelianes van demolir 15 refugis a Fasayil al-Wusta, i el 2008 en van demolir sis més. Fasayil va obtenir l'atenció internacional quan el 2007 les Forces de Defensa d'Israel planejaven la demolició de l'escola primària de la localitat. Com que Fasayil al-Wusta es troba a la zona C de Cisjordània, Israel té el control complet sobre aquesta part del poble, i la concessió de permisos de construcció són autoritzades per ells; l'escola va ser construïda sense permís. Els residents es queixen sovint que Israel manta vegada concedeix permisos de construcció a Fasayil al-Wusta.

## Demografia
A les taules del cens de Palestina de 1931, la població de Fasayil es va incloure amb la d'Aqraba. El cens jordà de 1961 enregistrà 318 residents.
En un cens realitzat per Israel després que de l'ocupació de Cisjordània en 1967 arran de la Guerra dels Sis Dies, es va informar que Fasayil tenia 422 habitants en 92 cases, incloent 257 persones en 53 llars el cap de les quals era un refugiat de territori israelià.
Segons un cens realitzat per l'Oficina Central Palestina d'Estadístiques, Fasayil tenia 648 el 1997, dels quals eren el 31% eren refugiats palestins que fugien d'altres parts de Cisjordània després de la Guerra dels Sis Dies. Per gèneres la població era aproximadament 50% homes i 50% dones.
Tenia 1,078 habitants i 214 edificis en el cens de 2007.